# Tiende speciale spoedsessie van de Algemene Vergadering van de Verenigde Naties

Kaart van Jeruzalem en omstreken uit mei 2006. De Israëlische nederzettingen die voorbij de Groene Lijn werden gebouwd, zijn in donkerblauw aangeduid. Geplande nieuwe nederzettingen zijn in lichtblauw aangeduid.

De tiende speciale spoedsessie van de Algemene Vergadering van de Verenigde Naties buigt zich over de kwestie van de Israëlische nederzettingen in de bezette Palestijnse gebieden. De sessie werd aangevraagd door Qatar nadat de Veiligheidsraad het niet eens kon worden over de bouw van een nieuwe nederzetting in Oost-Jeruzalem. De eerste zitting vond plaats in april 1997. Aan het eind van iedere zitting wordt de spoedsessie voor onbepaalde tijd geschorst. Op verzoek van een of meer lidstaten kan de vergadering bijeen worden geroepen voor een vervolgzitting. Er is geen datum voor het einde van de sessie bepaald.

## Achtergrond
Begin maart 1997 boog de Veiligheidsraad zich over Israëls beslissing om een nieuwe nederzetting te bouwen in Oost-Jeruzalem. Een resolutie die Israël opriep te stoppen met het bouwen van nederzettingen in deze regio werd door het veto van de Verenigde Staten geblokkeerd. De veertien overige leden van de Veiligheidsraad stemden wel voor.
De vertegenwoordiger van Palestina vroeg na deze stemming om een speciale spoedsessie van de Algemene Vergadering om gepaste actie te ondernemen. Diezelfde dag nog vroeg Qatar in de hoedanigheid van voorzitter van de Arabische groep om een dringende bijeenkomst van de Algemene Vergadering.
Doorgaans worden spoedsessies binnen enkele dagen afgehandeld. Deze werd echter telkens opnieuw hervat omdat de kwestie maar niet opgelost raakte. In september 2024 werd de tiende spoedsessie voor de 22e keer bijeen geroepen. Deze hervatting volgde op een advies van het Internationaal Gerechtshof dat de Israëlische bezetting van Palestijns gebied illegaal noemde en ongedaan moest worden gemaakt.

## Resoluties

### 1997–98

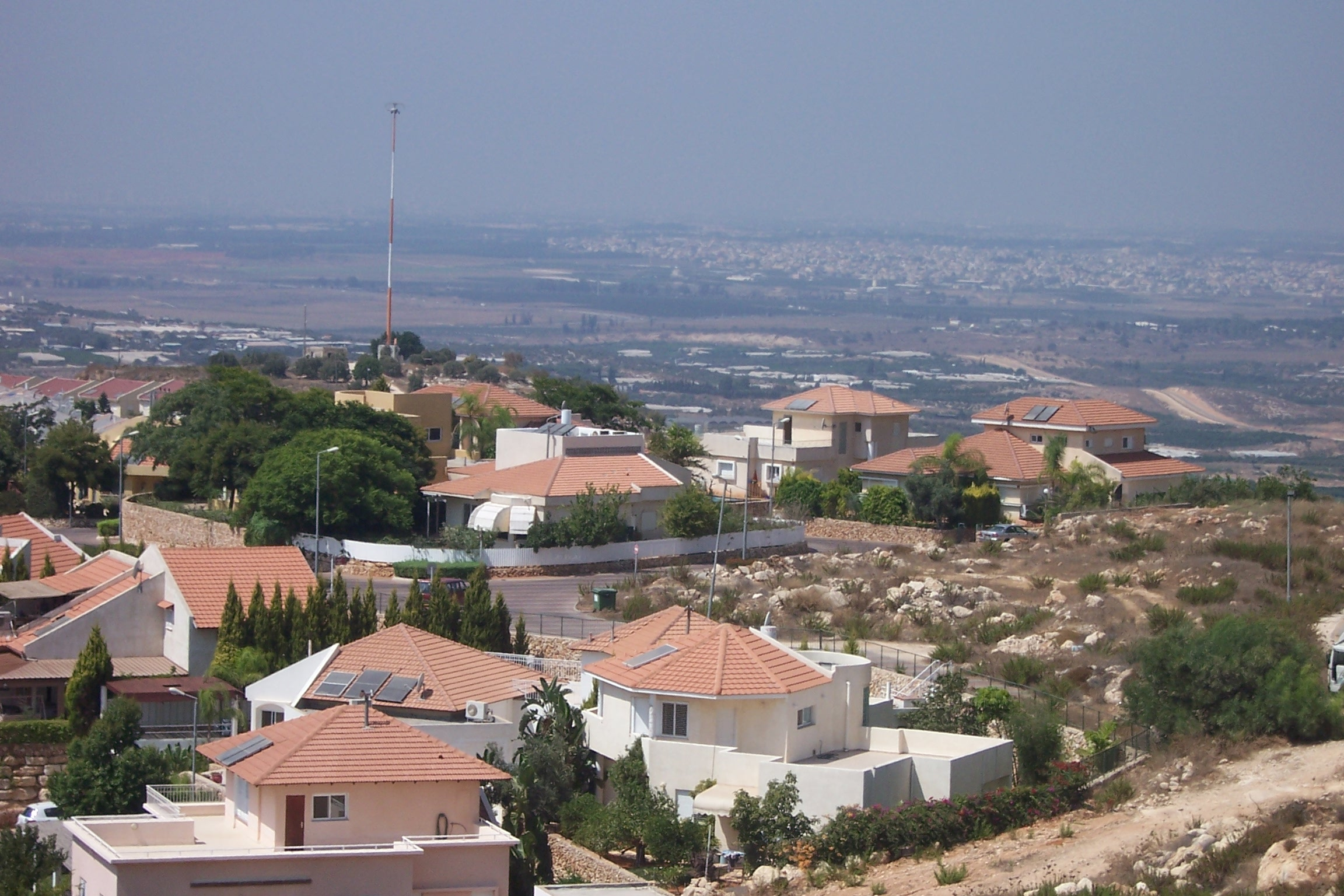
De nederzetting Alfe-Menashe in de Westelijke Jordaanoever in september 2006.

ES-10/1 van 25 aprilKeurde het rapport over de geloofsbrieven van de deelnemende vertegenwoordigers goed.
ES-10/2 van 25 aprilEiste dat de bouw van nederzettingen in Oost-Jerusalem en andere bezette Palestijnse gebieden zou worden stopgezet.
ES-10/3 van 15 juli, ES-10/4 van 13 november en ES-10/5 van 17 maartVeroordeelden Israël voor het negeren van de vorige resolutie en herhaalde de daarin gestelde eisen.

### 1999
ES-10/6 van 9 februariVerklaarde nieuwe Israëlische wetten die de bevolkingssamenstelling van Oost-Jeruzalem zouden wijzigen nietig.

### 2000
In 2000 begon opnieuw een periode van geweld die tot 2005 zou duren.
ES-10/7 van 20 oktoberVeroordeelde het geweld dat op 28 september was uitgebroken in Jeruzalem.

### 2001
ES-10/8 van 20 decemberEiste dat het geweld in Jeruzalem zou stoppen.
ES-10/9 van 20 decemberOnderschreef de verklaring van een conferentie in Genève dat de Vierde Geneefse Conventie van toepassing was in de bezette Palestijnse gebieden.

### 2002
ES-10/10 van 7 meiVeroordeelde Israëlische aanvallen op Palestijnse steden en het vluchtelingenkamp Jenin in het bijzonder.
ES-10/11 van 5 augustusEiste dat Israël zijn militaire invallen zou staken en zich terugtrekken uit Palestijnse steden.

### 2003
ES-10/12 van 19 septemberEiste dat Israël geen mensen zou deporteren en de veiligheid van de verkozen president van de Palestijnse Autoriteit niet zou bedreigen.

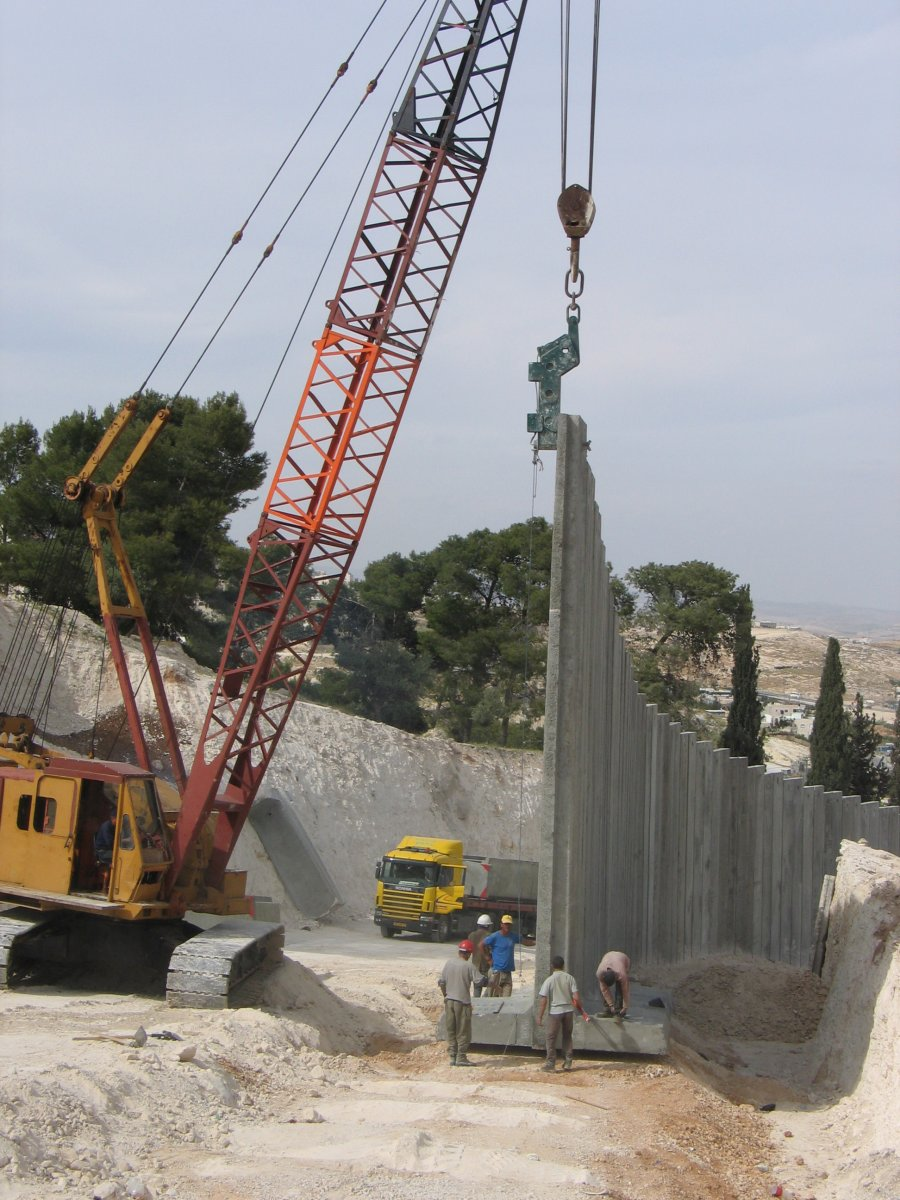
Bouw van de Westoeverbarrière nabij Jeruzalem in april 2004.

In 2002 begon Israël met de bouw van de Westoeverbarrière tussen Israëlische en Palestijnse gemeenschappen op de Westelijke Jordaanoever.
ES-10/13 van 21 oktoberEiste dat Israël zou stoppen met het bouwen van de muur in bezet Palestijns gebied.
ES-10/14 van 18 decemberVroeg de mening van het Internationaal Gerechtshof over de legaliteit van de muur die Israël aan het bouwen was in bezet Palestijns gebied.

### 2004
ES-10/15 van 20 juliVolgens het Internationaal Gerechtshof was de Israëlische muur in strijd met het internationaal recht en moest hij weer worden afgebroken.

### 2006
ES-10/16 van 17 novemberRiep op tot een staakt-het-vuren en vroeg Israël zijn militaire operaties in bezet Palestijns gebied te staken en zich terug te trekken uit de Gazastrook.
ES-10/17 van 15 decemberZette een register op om alle schade ten gevolge van de bouw van de Israëlische muur vast te leggen.

### 2009
In januari 2009 viel het Israëlische leger de Gazastrook binnen voor een grote operatie. Maleisië, Venezuela, Indonesië en Syrië vroegen om de tiende spoedsessie ter hernemen.
ES-10/18 van 16 januariEiste dat resolutie 1860 van de Veiligheidsraad werd nageleefd. Er moest een duurzaam staakt-het-vuren komen en Israël moest zich terugtrekken uit de Gazastrook.

### 2017
Eind 2017 besliste de nieuwe Amerikaanse regering onder Donald Trump de Amerikaanse ambassade in Israël van Tel Aviv naar Jeruzalem te verplaatsen. Volgend op een Amerikaans veto in de Veiligheidsraad vroegen Turkije en Jemen om de tiende spoedsessie te hernemen.
ES-10/19 van 21 decemberRiep landen op geen handelingen te erkennen die de status van Jeruzalem wijzigden.

### 2018
Begin 2018 begon een reeks betogingen in Gaza voor het recht op terugkeer van vluchtelingen en tegen de Israëlische blokkade van Gaza. Honderden Palestijnen werden gedood bij incidenten aan de grensbarrière. Een Amerikaans veto blokkeerde de kwestie in de Veiligheidsraad en dus vroegen Algerije en Turkije de tiende spoedsessie te heropenen.
ES-10/20 van 13 juniVeroordeelde het gebruik van overdreven geweld door Israëlische troepen tegen Palestijnse burgers en vroeg respect voor de mensenrechten door beide partijen.

### 2023

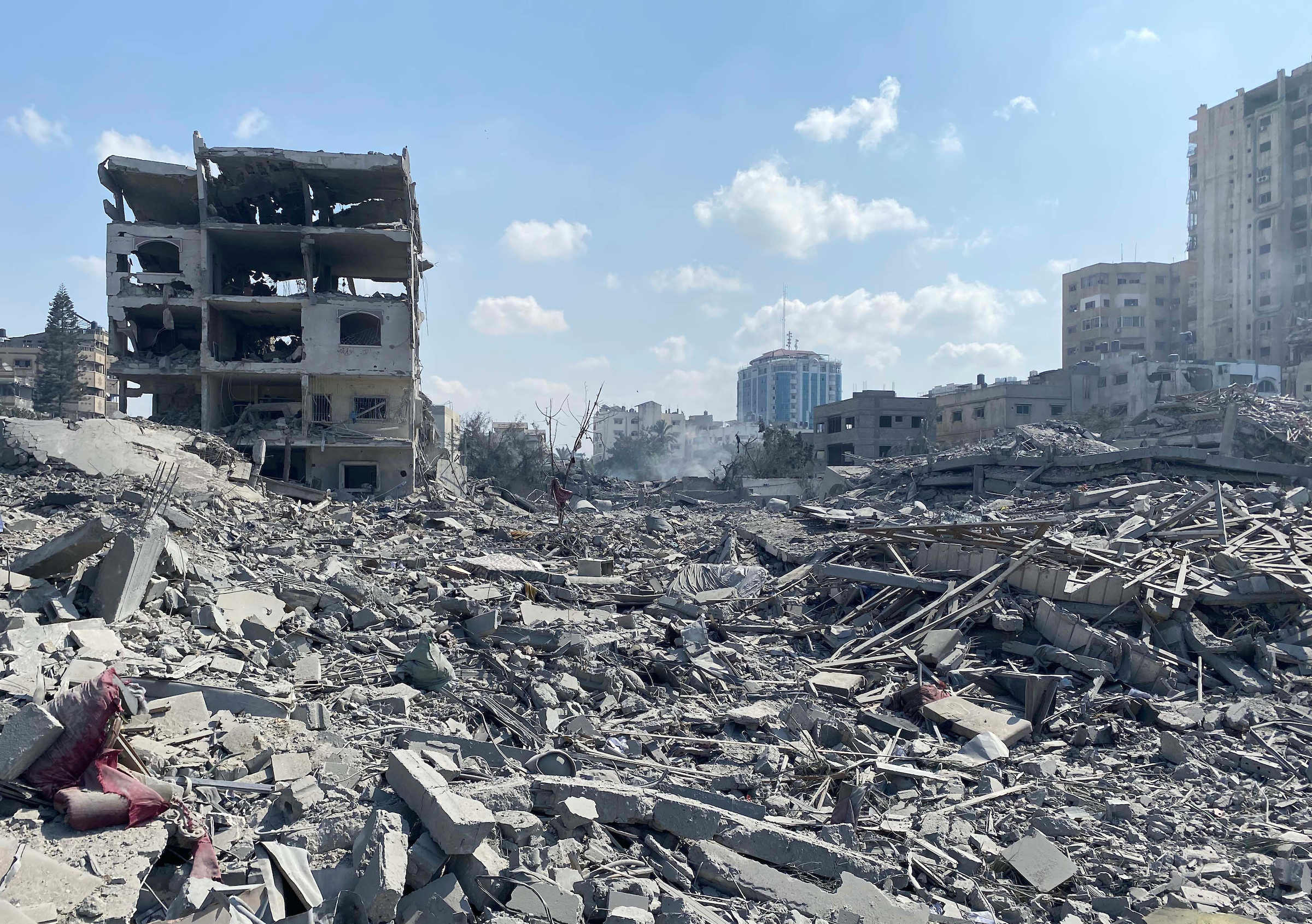
Verwoeste gebouwen na een luchtaanval in Gaza op 10 oktober 2023.

In oktober 2023 escaleerde het geweld tussen Israël en de Palestijnen weer na een aanval van Hamas in Israël en de daaropvolgende invasie van Israël in de Gazastrook. Een resolutie in de Veiligheidsraad stuitte op een Amerikaans veto. Op vraag van Jordanië en Mauritanië werd vervolgens de tiende spoedsessie hervat.
ES-10/21 van 27 oktoberEiste een duurzaam staakt-het-vuren en verwierp elke poging om de Palestijnse bevolking onder dwang te verplaatsen.
De Verenigde Staten blokkeerde resoluties die om een staakt-het-vuren vroegen in de Veiligheidsraad omdat Hamas zich dan zou kunnen hergroeperen. Op 8 december 2023 sprak het land opnieuw zijn veto uit. Egypte en Mauritanië vroegen daarop om de tiende spoedsessie opnieuw te openen.
ES-10/22 van 12 decemberEiste een humanitair staakt-het-vuren.

### 2024
In april 2024 blokkeerde de Verenigde Staten de aanvraag van de staat Palestina om een volwaardig lidstaat van de Verenigde Naties te worden. Saoedi-Arabië, Mauritanië en Oeganda vroegen hierop om de tiende spoedsessie te heropenen.
ES-10/23 van 10 meiBepaalde dat Palestina voldeed aan de voorwaarden voor VN-lidmaatschap. Palestina had toen de status van waarnemer en kreeg bijkomende rechten toegekend binnen de Verenigde Naties. De Veiligheidsraad werd gevraagd de vraag om lidmaatschap opnieuw te overwegen.
In december 2022 had de Algemene Vergadering de mening van het Internationaal Gerechtshof gevraagd over de bezetting van Palestijns gebied door Israël. Die had in juli 2024 geantwoord dat de Israëlische aanwezigheid illegaal was en dat alle kolonisten er moesten worden weggehaald. In september 2024 vroegen Mauritanië, Syrië en Oeganda om de tiende spoedsessie opnieuw te hervatten.
ES-10/24 van 18 septemberEiste dat Israël zich binnen het jaar zou terugtrekken uit de bezette Palestijnse gebieden.